# Катя Милей
Катя Милей (на английски: Katja Millay) е американска писателка в жанра съвременен любовен роман.

## Биография и творчество
Катя Милей е родена в САЩ. Израства във Флорида. Завършва Училището по изкуства „Тиш“ към Нюйоркския университет, специалност „Филмова и телевизионна продукция“. След дипломирането си работи като телевизионен продуцент и учител по филмово изкуство и сценаристика.
През 2012 г. е издаден дебютният ѝ роман „Морето на спокойствието“, първоначално самопубликуван, а после публикуван от издателство. Романът е история за първата любов между крехко момиче и самотно момче, Настя и Джош. Част от историята е разказана от Настя, част от Джош. Романът става бестселър и е удостоен с наградата „Алекс“ на Американската библиотечна асоциация. Обявен е за една от „Най-добрите книги на 2013 година“ от „Скуул Лайбръри Джърнъл“. Преведен е на повече от 15 езика по света.
Катя Милей живее със семейството си във Флорида.

## Произведения

### Самостоятелни романи
- The Sea of Tranquility (2012)
Морето на спокойствието, изд.: Тиара Букс, София (2015), прев. Димитрия Петрова